# Улица Римского-Корсакова (Новосибирск)
Улица Ри́мского-Ко́рсакова (прежнее название — Бульварная) — улица в Кировском и Ленинском районах Новосибирска. Начинается в северной части города от улицы Пархоменко, заканчивается на юге, примыкая к улице Тульской. Пересекается с улицами Титова, Вертковской, Немировича-Данченко, 1-м пер. Немировича-Данченко и улицей Успенского. Также к улице Римского-Корсакова примыкают улицы Плахотного и Степная. Нумерация домов начинается в Ленинском районе, в северной части улицы.

## Парки
- Сквер Славы — сквер, образующий правую нечётную сторону улицы Римского-Корсакова от улицы Пархоменко до улицы Плахотного. Включает в себя Монумент Славы, Аллею Оружия и Часовню Георгия Победоносца[2].
- Сквер Сибиряков-Гвардейцев — парковая зона, расположенная в жилом квартале между улицами Римского-Корсакова, Вертковской, Сибиряков-Гвардейцев, Покрышкина и Титова.

## Телецентр

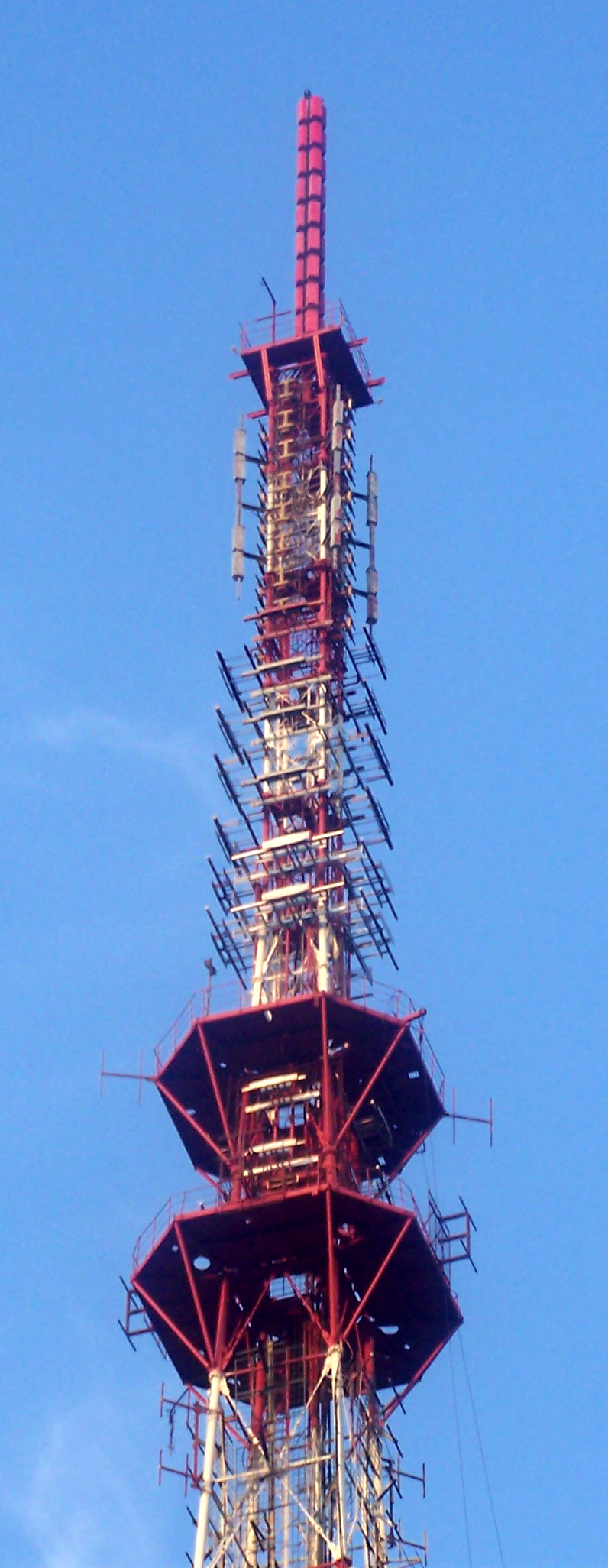
Телебашня на улице Римского-Корсакова

На улице располагается телецентр — комплекс из 11 зданий и телебашни. Часть сооружений занимают компании, так или иначе связанные со сферой телерадиовещания. В частности на территории телецентра находится телерадиокомпания ГТРК Новосибирск.
Также на этой улице находится (у перекрёстка с улицей Вертковской): Телеканал "ОТС" + Радио 54.

## Архитектура
- Кинотеатр «Металлист» — здание кинотеатра в стиле конструктивизма, который работал с 1932 по 1995 год[3].

## Организации
Образовательные учреждения
- Лицей Информационных Технологий
- МБОУ СОШ 109
- Школа-студия на базе ГТРК Новосибирск

Храмы
Часовня во имя Святого Георгия Победоносца
Прочие организации
- Российская телевизионная и радиовещательная сеть, ФГУП
- Радиотехнические Системы, научно-производственное предприятие
- Телесиб, компания
- Тихая Площадь, ресторан
- Библиотека им. Н. А. Некрасова